# Kościół Wniebowzięcia Najświętszej Maryi Panny w Wielopolu Skrzyńskim
Kościół Najświętszej Maryi Panny Wniebowziętej – rzymskokatolicki kościół parafialny znajdujący się w miejscowości Wielopole Skrzyńskie w powiecie ropczycko-sędziszowskim województwa podkarpackiego.
Należy do dekanatu Wielopole Skrzyńskie diecezji rzeszowskiej.
Obecna świątynia została wzniesiona zapewne w 1678 roku i ufundowana przez księdza Macieja Kłosińskiego, kanonika sandomierskiego. Konsekrował ją w dniu 1 listopada 1683 roku biskup krakowski Mikołaj Oborski. Jest to budowla w stylu renesansowym z wpływami stylu barokowego wybudowana z kamienia i cegły. Kościół jest jednonawowy i posiada parę symetrycznych kaplic transeptowych. Świątynia była remontowana przez księdza Franciszka Jordana, księdza Józefa Radoniewicza i po II wojnie światowej przez księdza Juliana Śmietanę. Zabytkowe wyposażenie kościoła reprezentują: chrzcielnica miedziana z 1800 roku, dwa krucyfiksy w stylu barokowym z XVII wieku, dwie rzeźby: św. Wojciecha i Stanisława wykonane w połowie XVII wieku, obraz Matki Bożej Niepokalanie Poczętej namalowany w 1837 roku oraz drzwi żelazne prowadzące z prezbiterium do zakrystii wykonane na początku XVI wieku.

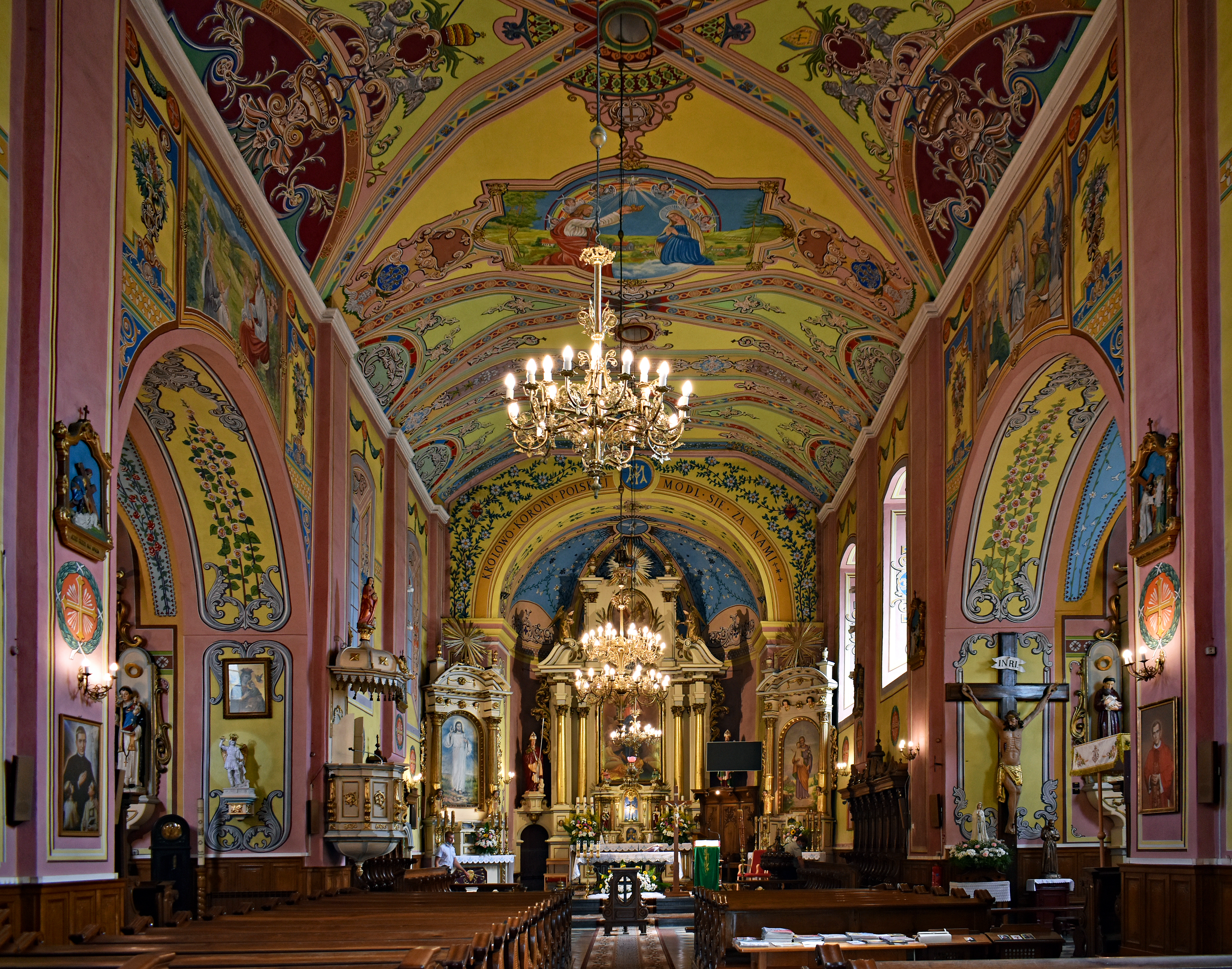
Wnętrze kościoła.
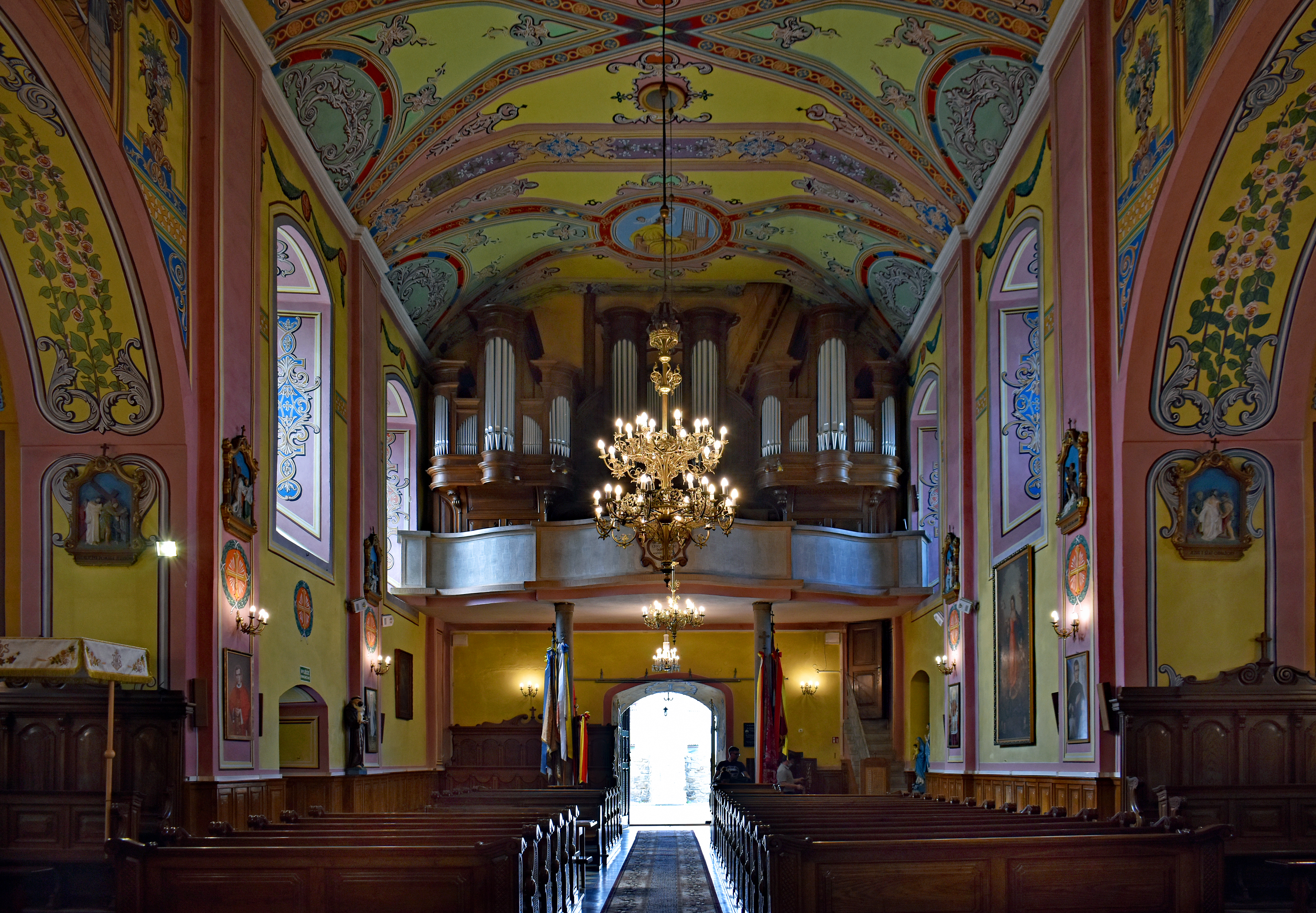
Organy.
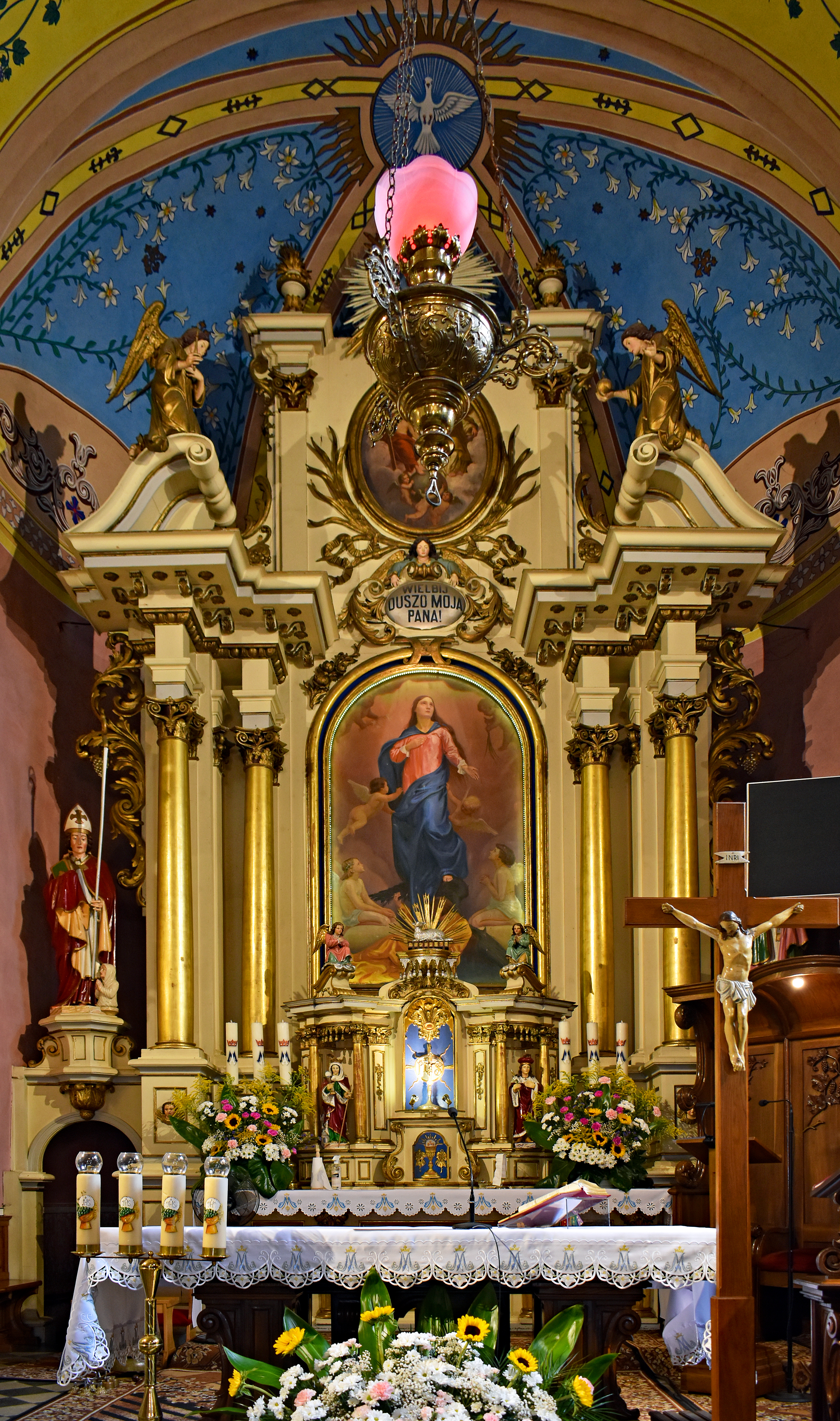
Ołtarz główny.